# Sabine Krantz
Sabine Krantz-Zimmer (geboortenaam: Sabine Zimmer) (Potsdam, 6 februari 1981) is een voormalige Duitse snelwandelaarster. Ze werd wereldkampioene junioren en zestienvoudig Duits kampioene op verschillende snelwandelafstanden. Ze nam driemaal deel aan de Olympische Spelen, maar won hierbij geen medailles.

## Biografie
De snelwandelcarrière van Zimmer begon rond haar elfde, toen een schoolvriendin haar naar een snelwandeltraining van haar vader meenam.
Haar eerste internationale succes boekte ze in 1998 met het winnen van het onderdeel 5000 m snelwandelen bij de wereldkampioenschappen voor junioren in het Franse Annecy. Twee jaar later won ze een bronzen medaille op de 10.000 m snelwandelen op de WK voor junioren in Santiago.
In 2004 reisde Sabine Zimmer als Duits kampioene 20 km snelwandelen af naar de Olympische Spelen van Athene om haar olympisch debuut te maken. Hier finishte ze als zestiende in 1:31.59. Drie jaar later werd ze op de wereldkampioenschappen in Osaka met 1:33.23 achtste. In datzelfde jaar leerde ze marathonloper Bastian Krantz kennen, waarmee ze twee jaar later trouwde.
Op de Olympische Spelen van 2008 in Peking moest Krantz genoegen nemen met een vijftiende plaats in 1:30.19. Het jaar 2010 sloeg ze over, vanwege de geboorte van haar eerste kind.
In 2011 deed Krantz mee met de WK in Daegu, maar ze wist hier niet te finishen bij de 20 km snelwandelen. Hetzelfde overkwam haar een jaar later op de Olympische Spelen in Londen.
Begin 2013 kondigde Krantz aan dat ze stopte met topsport, omdat ze in verwachting was van haar tweede kind.
Sabine Kranz-Zimmer was aangesloten bij TV Wattenscheid 01.

## Titels
- Wereldkampioene junioren 5000 m snelwandelen - 1998
- Duits kampioene 5000 m snelwandelen - 2005, 2006, 2009, 2011
- Duits kampioene 20 km snelwandelen - 2004, 2005, 2006, 2007, 2008, 2009, 2011, 2012
- Duits indoorkampioene 3000 m snelwandelen - 2001, 2005, 2009, 2011

## Persoonlijke records
Baan
| Onderdeel             | Prestatie | Datum           | Plaats       |
| --------------------- | --------- | --------------- | ------------ |
| 3000 m snelwandelen   | 12.16,48  | 10 juli 2004    | Braunschweig |
| 5000 m snelwandelen   | 20.11,45  | 2 juli 2005     | Bochum       |
| 10.000 m snelwandelen | 46.49,97  | 20 oktober 2000 | Santiago     |

Weg
| Onderdeel          | Prestatie | Datum        | Plaats     |
| ------------------ | --------- | ------------ | ---------- |
| 10 km snelwandelen | 43.17     | 11 juni 2005 | Naumburg   |
| 20 km snelwandelen | 1:27.56   | 5 juni 2004  | Hildesheim |

Indoor
| Onderdeel           | Prestatie | Datum            | Plaats   |
| ------------------- | --------- | ---------------- | -------- |
| 3000 m snelwandelen | 12.00,39  | 21 februari 2004 | Dortmund |
| 5000 m snelwandelen | 20.48,00  | 19 december 2006 | Halle    |

## Prestaties
| Jaar | Wedstrijd                | Plaats    | Resultaat | Onderdeel             |
| ---- | ------------------------ | --------- | --------- | --------------------- |
| 1998 | WK junioren              | Annecy    | 1e        | 5000 m snelwandelen   |
| 2000 | WK junioren              | Santiago  | 3e        | 10.000 m snelwandelen |
| 2003 | EK U23                   | Bydgoszcz | 3e        | 20 km snelwandelen    |
| 2003 | WK                       | Parijs    | 20e       | 20 km snelwandelen    |
| 2004 | Wereldbeker snelwandelen | Naumburg  | 15e       | 20 km snelwandelen    |
| 2004 | OS                       | Athene    | 16e       | 20 km snelwandelen    |
| 2006 | Wereldbeker snelwandelen | La Coruña | 12e       | 20 km snelwandelen    |
| 2006 | EK                       | Göteborg  | 6e        | 20 km snelwandelen    |
| 2007 | WK                       | Osaka     | 8e        | 20 km snelwandelen    |
| 2008 | OS                       | Peking    | 14e       | 20 km snelwandelen    |
| 2011 | WK                       | Daegu     | DNF       | 20 km snelwandelen    |
| 2012 | OS                       | Londen    | DNF       | 20 km snelwandelen    |